# Doncellas de Hui'an
Doncellas de Hui'an o mujeres de Hui'an son un subgrupo de chinos Han que forman parte de una comunidad Han distintiva que reside en el condado de Hui'an de Quanzhou, Fujian, China. Tienen una vestimenta distinta y costumbres maritales que han sido el foco tanto de los antropólogos como de la censura gubernamental por ser una fuente de influencia del tradicionalismo de las antiguas costumbres de China.

## Historia
Los Hui'an se autodeterminan como chinos Han porque hablan idiomas siníticos, adoptaron la cultura Han y practican religiones chinas, pero su origen se remonta al antiguo pueblo Minyue de hace más de dos mil años. El aislamiento en la península oriental de Hui'an impidió que las doncellas de Hui'an se asimilaran por completo a la cultura Han, por lo que muchas de sus costumbres y tradiciones distintivas aún sobreviven en la actualidad. Otros pueblos Baiyue que siguen conservando una distinción cultural de los Han a pesar de adoptar muchas de sus prácticas y ahora hablan un idioma sinítico incluyen al pueblo Tanka y Pinghua .

## Cultura

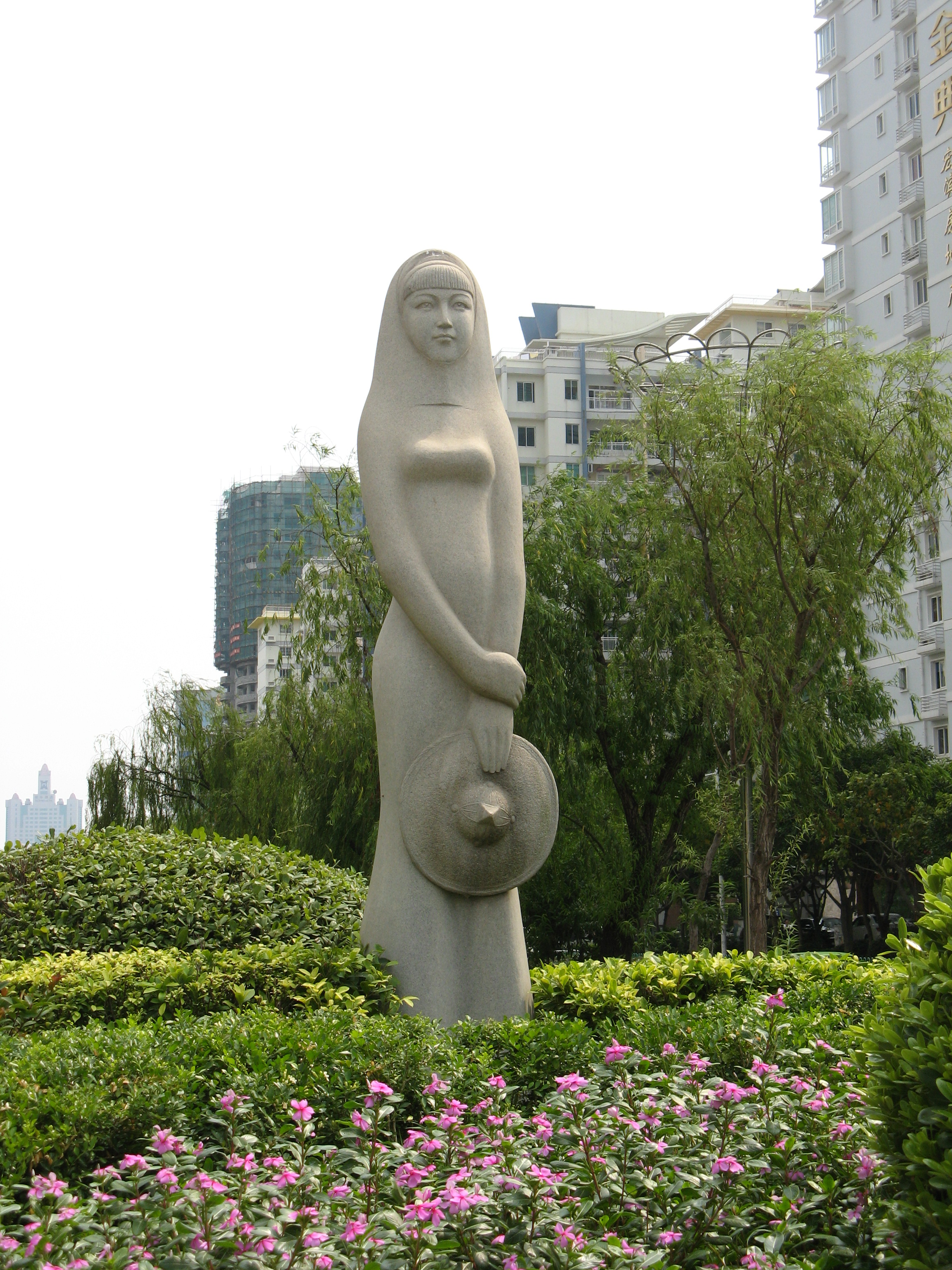
Estatua de las doncellas de Hui'an, tomada en Quanzhou, Fujian, China.

### Disfraces

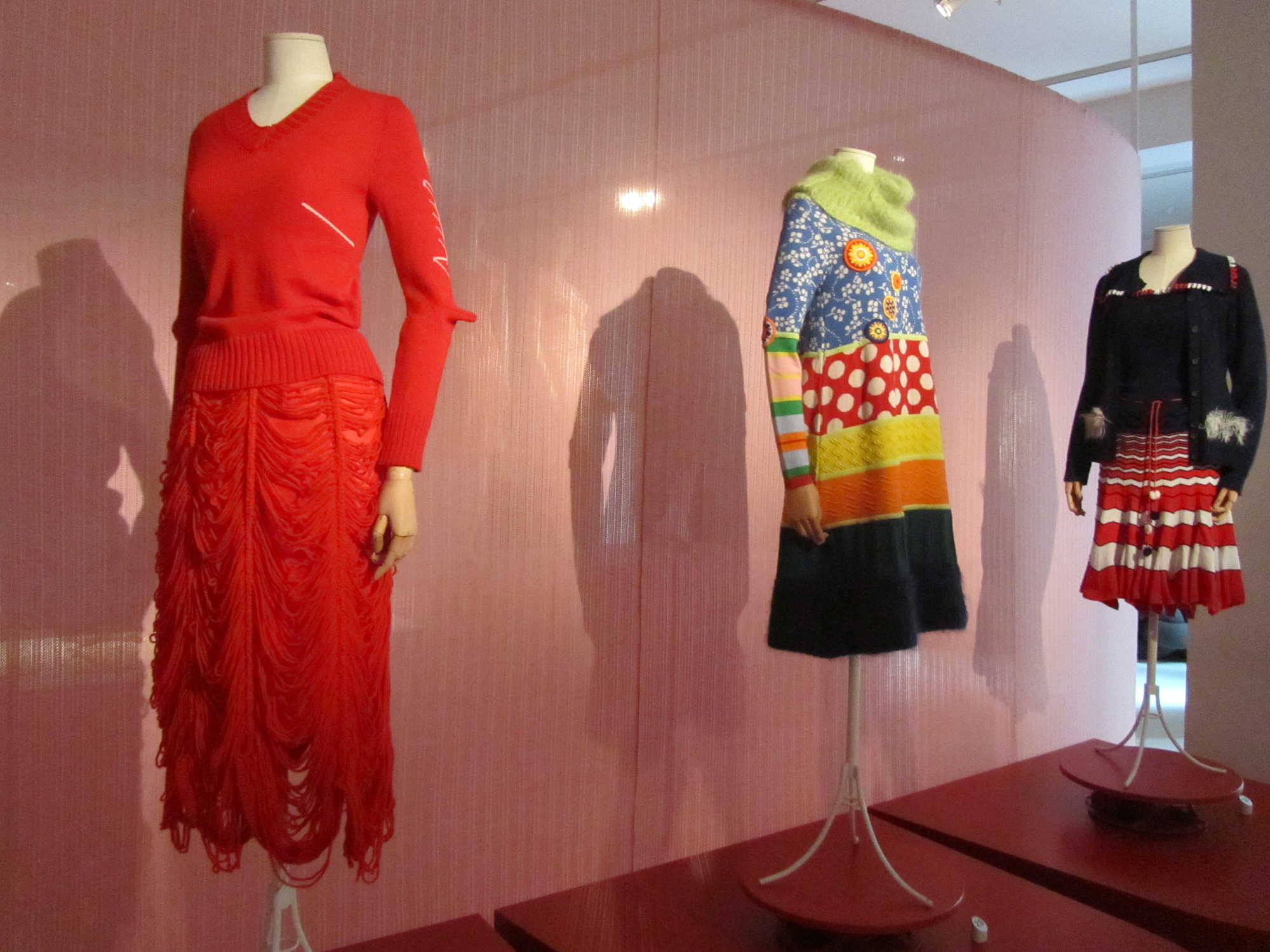
Exposición de ropa de punto ONTRAFEL en el Modemuseum Antwerpen (MoMu), Bélgica. El diseño central es un vestido de Walter van Beirendonck, inspirado en la colorida vestimenta de las mujeres Hui'an.

Las doncellas típicas de Hui'an visten chaquetas cortas de color cian y ceñidos chalecos negros que se ensanchan en las piernas y cubren sus cabezas con coloridas bufandas y sombreros cónicos .

### Casamiento
Las doncellas de Hui'an tienen costumbres muy distintas con respecto a su matrimonio. A los recién casados no se les permite permanecer juntos en su noche de bodas, por lo que el novio se queda en casa de un amigo. El segundo día, la novia presenta sus respetos a la familia del novio y entrega obsequios a los ancianos. Al tercer día, la hermana del novio lleva a la novia al pozo comunal para sacar dos cubos de agua. Después de cinco días de obedecer diversas costumbres, regresa a casa de sus padres. La novia y el novio tienen prohibido vivir juntos o incluso hablar entre ellos hasta que la novia tenga un hijo. Las generaciones más jóvenes ya no practican estas costumbres por obvias razones.

### Religión
La mayoría de los hui'an tienen las mismas prácticas religiosas que otros chinos han, aunque se han influido con el tiempo por las religiones extranjeras que se iban infiltrando entre sus gentes.